# Aeropuerto de Heringsdorf
El Aeropuerto de Heringsdorf (del alemán: Flughafen Heringsdorf) (IATA: HDF, OACI: EDAH) es un aeropuerto regional ubicado cerca de Garz en la isla de Usedom en Alemania. Toma su nombre del municipio vecino de Heringsdorf, ubicado a unos diez kilómetros al norte. La mayor población de la isla es la de Świnoujście (población: 41.000), ubicada en Polonia, inmediatamente al este del aeropuerto. El aeropuerto atendió a 30.754 pasajeros en 2005 y actualmente sólo tiene vuelos regulares estacionales. Sin duda, con sus 2300 metros de pista pavimentada y una terminal de tamaño, es un aeropuerto de alimentación natural de Usedom, Alemania o Polonia.

## Aerolíneas y destinos
Las siguientes aerolíneas operan vuelos regulares al Aeropuerto de Heringsdorf:
| Ciudad             | Nombre del aeropuerto               | Aerolíneas                            | Aeronaves       | Frecuencias semanales |        |
| Europa             | Europa                              | Europa                                | Europa          | Europa                | Europa |
| ------------------ | ----------------------------------- | ------------------------------------- | --------------- | --------------------- | ------ |
| Alemania           |                                     |                                       |                 |                       |        |
| Fráncfort del Meno | Aeropuerto de Fráncfort del Meno    | Lufthansa (Estacional)                |                 |                       |        |
| Kassel             | Aeropuerto de Kassel                | Rhein-Neckar Air (Chárter estacional) | Dornier 328-110 |                       |        |
| Mannheim           | Aeropuerto de la Ciudad de Mannheim | Rhein-Neckar Air (Estacional)         | Dornier 328-110 |                       |        |
| Luxemburgo         |                                     |                                       |                 |                       |        |
| Luxemburgo         | Aeropuerto de Luxemburgo Findel     | Luxair (Estacional)                   |                 |                       |        |

## Estadísticas
Ver fuente y consulta Wikidata.